# Vanja Blomberg
Vanja Hedvig Desideria Blomberg, później Webjörn (ur. 28 stycznia 1929 w Göteborgu) – szwedzka gimnastyczka. Mistrzyni świata z 1950 i olimpijska z 1952.

## Kariera sportowa
Zwyciężyła w wieloboju drużynowym na mistrzostwach świata w 1950 w Bazylei, a indywidualnie zajęła w wieloboju 17. miejsce.
Wystąpiła na (igrzyskach olimpijskich w 1952 w Helsinkach, gdzie wraz z koleżankami (były to: Evy Berggren, Ann-Sofi Pettersson, Karin Lindberg, Hjördis Nordin, Göta Pettersson, Gun Röring i Ingrid Sandahl) zdobyła złoty medal w ćwiczeniach z przyborami. Zajęła również 4. miejsce w wieloboju drużynowym. Indywidualnie została sklasyfikowana na 82. miejscu w wieloboju, 31. miejscu w ćwiczeniach wolnych, 96. miejscu w skoku przez konia, 97. miejscu w ćwiczeniach na poręczach i 102. miejscu w ćwiczeniach na równoważni. Na mistrzostwach świata w 1954 w Rzymie zajęła 73. miejsce w wieloboju indywidualnie i 8. miejsce w wieloboju drużynowym.
Była mistrzynią Szwecji w wieloboju w 1950.